# Cimetière municipal de Lotkini
 (août 2021).
Le cimetière municipal de Lotkini, aussi connu comme le cimetière kurde de Tbilissi, est un cimetière du quartier de Lotkini de la capitale géorgienne de Tbilissi consacré à la communauté yézide de Géorgie.

## Histoire
Durant la période soviétique, le site du cimetière est utilisé officieusement par la communauté kurde de Tbilissi comme endroit pour enterrer les Kurdes décédés. Toutefois, avec la chute de l'URSS, le gouvernement géorgien cesse de protéger le lieu, qui devient un site illégal d'élimination d'ordures. Selon le recensement de 2002, la population kurde de Géorgie ne comprend que 18 000 membres à la suite d'une vague d'émigration vers l'Europe occidentale. Toutefois, les massacres de Sinjar en Irak forcent de nombreux Kurdes à prendre refuge en Géorgie et en 2015, le gouvernement géorgien du Premier ministre Guiorgui Kvirikachvili mène une campagne pour donner aux Yézidis kurdes une représentation dans le pays.
En juin 2015, le gouvernement géorgien inaugure un temple yézidi et un centre culturel kurde à Tbilissi, tandis que le cimetière historique des Yézidis est restauré avec l'aide de philanthropes privés. Jusqu'à ce jour, le cimetière municipal de Lotkini est le seul cimetière d'Yézidis en Géorgie. La réhabilitation du cimetière a été citée par le ministère des Affaires extérieures de France comme un exemple de la protection des droits yézidis en Géorgie.

## Description
Le cimetière se situe sur une colline dans le quartier tbilissien de Lotkini, l'un des centres de la communauté kurde de Tbilissi. La majorité des tombes portent des inscriptions en géorgien et en russe, mais quelques-unes sont en kurde. Les plus anciennes inscriptions kurdes sont écrites dans l'alphabet cyrillique qui date de l'époque soviétique, tandis que les plus récentes sont rédigées dans l'alphabet latin du kurde. Tandis que certaines tombes portent des symboles chrétiens, un signe de l'intégration des Kurdes dans la société orthodoxe géorgienne, certaines incluent le soleil au 21 rayons, un symbole important du yézidisme.